# 체이랭크
체이랭크(CheiRank)는 구글 행렬의 실수 고윳값 중 가장 큰 것에 대응되는 고유벡터이다. 러시아계 프랑스 물리학자 알렉세이 체펠리안스키(Alexei D. Chepelianskii)의 이름을 따서 명명되었다. 알렉세이는 물리학에서의 업적으로 2018년 자크 에르브랑 상(Grand prix Jacques-Herbrand)을 수상했다.

## 같이 보기
- 페이지랭크
- HITS 알고리즘
- 구글 행렬
- 마르코프 연쇄
- 웹 검색 엔진